# Josef Fasora
P. Josef Fasora (8. března 1936, Brno – 13. prosince 2017 tamt.) byl moravský kněz a misionář.

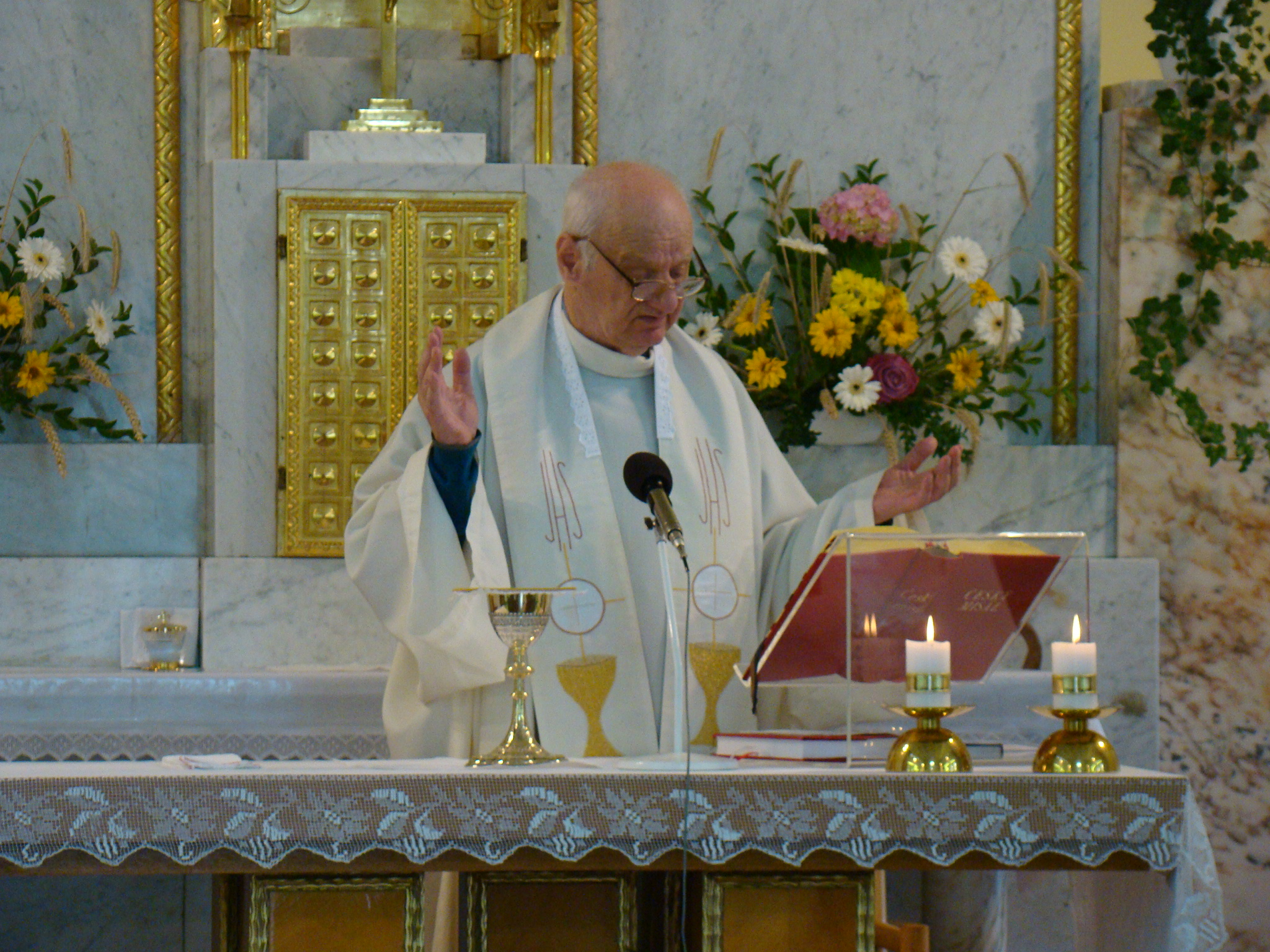
P. Fasora při mši sv. v Domově svaté Alžběty na Žernůvce, 2014

## Dětství a mládí
Jeho rodina pocházela po otci z Rozářína a po matce (roz. Čermákové) z Moutnice (č. p. 25), pokřtěn byl 9. 3. 1936 v brněnském děkanském kostele Sv. Jakuba, dětství však prožil v Telnici.
Před nástupem do první třídy se v roce 1942 přestěhoval do domu "U Klinkáčů" v Tišnově.
Od mládí měl rád dobrodružné romány, zároveň byl vychováván v katolické víře, což jej záhy přivedlo k touze stát se misionářem. Díky vlivu ThDr. Josefa Handlíře-Mouřinovského, tišnovského profesora náboženství, se jako patnáctiletý později rozhodl pro vstup do kněžského semináře.
Školu ukončil v roce 1950, kdy do litoměřického semináře nemohl z politických důvodů nastoupit. Vyučil se proto v Liberci tiskařem, ve volném čase se věnoval sportu (atletice, zápasení). Po vojenské službě, kterou absolvoval jako průzkumník v Mladé Boleslavi, se vrátil do Tišnova. Ve 25 letech byl odsouzen za "hanobení republiky". Při zaměstnání v brněnské Grafii složil v roce 1964 maturitu, na teologickou fakultu však nebyl přijat (oficiálně z důvodu vysokého věku – 28 let). O rok později díky politickému tání již přijat byl a v semináři se setkal například s budoucími kardinály Dominikem Dukou (se kterým jej pojilo velké přátelství) či Miloslavem Vlkem. Jako spoluvydavatel studentského časopisu byl obviněn z údajné politické satiry a opět stanul před soudem.

## Kněz a misionář
Na kněze byl vysvěcen ve svátek sv. Cyrila a Metoděje 5. 7. 1970 v Brně biskupem ThDr. Karlem Skoupým spolu s P. Janem Kabátkem a Mons. Karlem Pavlíčkem.
Dva roky působil jako kooperátor v Hodoníně, poté jako administrátor v Dambořicích či Pouzdřanech a Popicích u Hustopečí.
V roce 1978 se mu podařilo utéci přes Vídeň do Norimberku, kde pracoval jako dělník v automobilce. S pomocí opata Anastáze Opaska a biskupa v Augsburku i díky podpoře organizací Kirche in Not a Adveniat se začal připravovat na misii v Bolívii.
Rok strávil v městě Cochabamba, kam přijel během Barrientovy revoluce, poté krátce působil ve farnosti města Tapacari (název znamená „Mocní, stateční lidé“). Toužil však po misionářské službě mezi indiány, byl proto arcibiskupem poslán do rozlehlé horské farnosti s centrem ve vesnici Cocapata. Dalších šest let ve farnosti San Martin de Porres, na hranici s Brazílií pomohl vybudovat vesnici Sv. František. Po úrazu nohy se vrátil v roce 1997 do vlasti, kde byl dočasně ustanoven administrátorem ve Staré Říši a Rozseči.
V srpnu 1997 byl ustanoven farářem v Letovicích, Rozhraní a Vískách u Letovic. Působil při kostele sv. Prokopa jako letovický a později i boskovický děkan a vyučoval náboženství na letovické základní škole. V srpnu 2001 nastoupil jako farář do Nosislavi. Od ledna 2006 žil v Domově sv. Alžběty na Žernůvce u Tišnova a vypomáhal ve farnosti Deblín.
Hovořil plynně česky, anglicky, německy, rusky, španělsky či kečuánsky, ovládal italštinu, latinu a řečtinu.
Zemřel 13. 12. 2017 ve fakultní nemocnici Brno-Bohunice, zádušní mši sv. v kostele sv. Václava v Tišnově celebroval brněnský pomocný biskup Pavel Konzbul. Pohřben je v kněžském hrobě na tišnovském hřbitově.